# 797 Montana
Montana (asteroide 797) é um asteroide da cintura principal, a 2,3819614 UA. Possui uma excentricidade de 0,0602577 e um período orbital de 1 473,96 dias (4,04 anos).
Montana tem uma velocidade orbital média de 18,70810396 km/s e uma inclinação de 4,50134º.
Esse asteroide foi descoberto em 17 de Novembro de 1914 por Holger Thiele.